# Campeonato Asiático de Handebol Feminino de 1999
O Campeonato Asiático de Handebol Feminino de 1999 foi a sétima edição do principal campeonato de andebol (português europeu) ou handebol (português brasileiro) feminino do continente asiático. O Japão foi o país sede e os jogos ocorreram na cidade de Kumamoto.
A Coreia do Sul foi campeã pela sétima vez, com a China segundo e o Japão terceiro.